# Gougnies
Gougnies (en wallon Gougniye, Gougneye) est une section de la commune belge de Gerpinnes, située en Wallonie dans la province de Hainaut.
C'était une commune à part entière avant la fusion des communes de 1977.

## Évolution démographique
- Sources : INS, Rem. : 1831 jusqu'en 1970 = recensements, 1976 = nombre d'habitants au 31 décembre.

## Histoire
Gougnies est un village de 1 000 habitants bâti sur un sous-sol autrefois riche en veines de marbre Sainte-Anne et en minerai de fer.
Dans les sites boisés, des silex taillés indiquent la présence de peuplades préhistoriques. Dans le parc du château Pirmez, se trouvent les restes de mur d'un oppidum belgo-gaulois, devenu ensuite castrum romain, puis enceinte franque au lieu-dit « Château delle Motte », au milieu duquel fut construit, au XIXe siècle, le luxueux château actuel.
Le fief de Gougnies était dépendant de la seigneurie de Grâce-Berleur.
Dans le parc du château se trouvent des vestiges de la naissance de la sidérurgie du début du XIXe siècle : des bâtiments de forge, l'ancien bassin et le creuset d'un bas-fourneau formé de blocs de poudingue. À côté des gisements de minerai de fer, le sous-sol de Gougnies renferme le marbre Sainte-Anne sous forme de veines de 10 à 15 mètres. De l'exploitation de ce marbre née en 1860, il ne reste aujourd'hui que les terrils réexploités et vendus aux Hollandais pour consolider les digues de la Mer du Nord. Sur l'ancien chemin de Walcourt, une chapelle sculptée représente Sainte Rolende couronnée et le chêne sur lequel le serviteur serait monté pour chercher asile. Cette chapelle, qui existait à cet endroit dès le début du XIVe siècle, fut érigée par un religieux de l'ermitage.

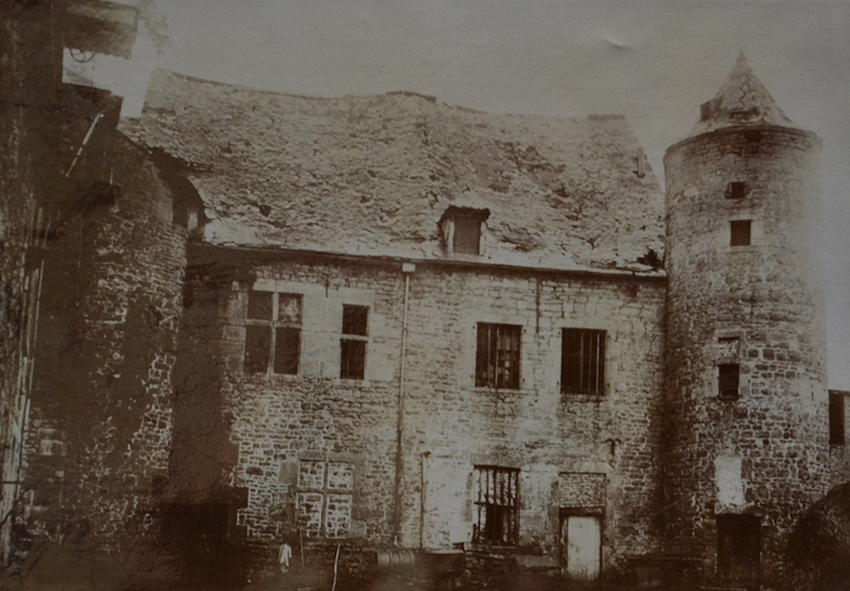
Ancien château de Gougnies démoli en 1906.

## Patrimoine et folklore

### Patrimoine architectural
- Eglise Saint-Remi. Construite en 1852 en style néo-gothique par l'architecte Mathot[2].
- Potale Notre-Dame du Rosaire, située dans le bois communal vers Sart-Eustache datant de 1859[2].
- Château située rue de Dinant. Bâti en 1877 par l'architecte Piérard en style néo-médiéval[3].
- Ancienne ferme fortifiée datée du XVIIe siècle et remaniée aux siècles suivant[3]. Située rue d'Escuchot.

### Folklore
La Compagnie royale Sainte-Rolende de Gougnies est composée d'environ 200 marcheurs.